# Мир-Касимов, Октай Мир Асадулла оглы
Октай Мир Асадулла оглы Мир-Касимов (азерб. Oqtay Mirəsədulla oğlu Mirqasımov; род. 12 июня 1943, Баку) — азербайджанский кинорежиссёр, сценарист, Народный артист Азербайджанской Республики (2000), награждён орденом «Честь» (2018), награждён орденом «Независимость» (2023).

## Жизнь и деятельность
Октай Мир-Касимов родился 12 июня 1943 года в Баку. В 1963—1968 годах учился в Москве на режиссерском факультете ВГИК, затем вернулся в Баку на киностудию «Азербайджанфильм». Он является режиссёром и сценаристом ряда документальных и художественных фильмов. Его фильмы получали награды на Всесоюзных фестивалях. Народный артист Азербайджана. В 1992—2001 годах работал генеральным директором ПО «Азеркиновидео». В 2015 году он был удостоен премии Джафара Джаббарлы. 7 июня 2018 года награжден орденом «Честь». 2 августа 2018 года он был удостоен Национальной кинематографической премии Союза кинематографистов Азербайджанской Республики. 12 июня 2023 года награжден орденом «Независимость».
В 2003  году удостоен медали и диплома премии «Живи, Азербайджан!» за заслуги в развитии киноискусства.

## Семья
- Сын первого президента НАНА, доктора медицинских наук Мир Асадуллы Мир-Касимова;
- Брат народного художника, скульптора Мир-Алескера Мир-Касимова и члена-корреспондента НАНА, доктора физико-математических наук Руфата Мир-Касимова;
- Отец актрисы Аян Мир-Касимовой.

## Фильмография
1. Тысяча первая гастроль (фильм, 1974) (художественный фильм)
2. На предприятии № 777 (фильм, 1988) (художественный рассказ — Мозалан № 129)
3. В магазине № 777 (фильм, 1979) (художественный рассказ — Мозалан № 47)
4. Тяжелые годы… Хорошие воспоминания (документальный, 2014)[9]
5. Хочу понять (фильм, 1980) (двухсерийный художественный фильм) — сценарист, режиссёр-постановщик
6. Художник, рисующий свои мечты (фильм, 2007)
7. Этюд об Азербайджане (фильм, 1969)
8. Азербайджанское кино-80 (фильм, 1996)
9. 10 минут о Баку (фильм, 1970)
10. Однажды (фильм, 1990)
11. Мы вернемся (ТВ-шоу, 2007)
12. Это голос истины. Композитор Гара Гараев (фильм, 1968)
13. Джафар Джаббарлы (фильм, 1969)
14. Наказание (фильм, 1986)
15. Джин микрарайонда (фильм, 1985)
16. Еще одна хитрость (фильм, 1978)
17. Шашки Шашки… (фильм, 1986)
18. Юбилей Данте (фильм, 1978)
19. Скажи, что любишь меня! (фильм, 1977)
20. Море (фильм, 1965)
21. Дружеское путешествие (фильм, 1977)
22. Если мы вместе (фильм, 1975)
23. Ахмед харададыр (фильм, 1983)
24. Я буду танцевать (фильм, 1962)
25. Уловка (фильм, 1978)
26. Ночной разговор (фильм, 1971)
27. Спокойной ночи (фильм, 1977)
28. Неудержимый (фильм, 1984)
29. Молодежный фестиваль (фильм, 1969)
30. Серебряный фургон (фильм, 1982)
31. Грех (фильм, 1989)
32. Доброе утро мой ангел! (фильм, 2008)
33. Один день из дней… (фильм, 1981)
34. Халяль (фильм, 2019)
35. Дорогие коллеги-ученые (фильм, 1971)
36. Сокровище (фильм, 1970)
37. Деловые люди (фильм, 1977)
38. Облысение (фильм, 1981)
39. Наша печаль… Наше горе… (фильм, 1998)
40. Кинорежиссер Ариф Бабаев (фильм, 2000 г.)
41. Шкатулка из крепости (фильм, 1982)
42. Гара Гараев-60 (фильм, 1978)
43. Последнее предсказание Гашгая (фильм, 2007)
44. Не умирай без мести. Письма из прошлого (фильм, 2014)
45. Гобустан (фильм, 1967)
46. Дикая кошка (фильм 1983 года)
47. Аист ждет (фильм, 1977)
48. Непобедимые (фильм, 1983)
49. Я начинаю свою книгу (фильм, 2006)
50. Контракт (фильм, 1978)
51. «Следователь и логика» (фильм, 1971)
52. Нариман Нариманов (фильм, 1972)
53. Запись рейда наблюдения «Мозалана» (фильм, 1977)
54. Чародейка (фильм, 2002)
55. Поцелуи (фильм, 1988)
56. Рашид Бейбутов (фильм, 1975)
57. Неизгладимые следы… (фильм, 2011)
58. Дьявол на виду (фильм, 1987)
59. Пик мученичества (фильм, 2001)
60. Дни Азербайджана в Татарстане (фильм, 1969)
61. Гражданин, доктор, учёный (фильм, 1984)
62. Сказка о семи овцах (фильм, 1983)
63. В свете реконструкции… (фильм, 1988)

## Награды
- Орден «Независимость» (12 июня 2023 года) — за большие заслуги в развитии азербайджанской культуры[10]
- Орден «Честь» (7 июня 2018 года) — за заслуги в развитии азербайджанской культуры[11]
- Орден «Слава» (11 июня 2003 года) — за заслуги в развитии азербайджанского кинематографа[12]
- Народный артист Азербайджанской Республики (18 декабря 2000 года) — за заслуги в развитии азербайджанского киноискусства[2]
- Заслуженный деятель искусств Азербайджанской ССР (1981 год)
- Премия «Национальное кино» (2018 год)[13]
- Персональная пенсия Президента Азербайджанской Республики (10 ноября 2005 года)[14]

## Источник
- Xamis Muradov. Kinofabrikdən başlanan yol. Azərbaycan Respublikası Mədəniyyət Nazirliyi. C.Cabbarlı adına «Azərbaycanfilm» kinostudiyası. Aydın Kazımzadə. Bizim «Azərbaycanfilm». 1923-2003-cü illər. Bakı: Mütərcim, 2004.- səh. 5.
- Azərbaycan Milli Ensiklopediyası: Azərbaycan. Ramiz Məmmədov. Kino. Azərbaycan Milli Ensiklopediyası Elmi Mərkəzi, 2007.- səh. 814.
- Наталия Бабинцева. Общий дом. Журнал «Баку». Ноябрь — Декабрь 2011.
- Aydın Dadaşov. «Bizim kino». Oqtay Mirqasımovun «Şeytan göz qabağında» filmi haqqında. 23.01.2016